# Swamp Ravine (Pagua River)
Die Swamp Ravine ist ein Zufluss des Pagua River im Osten von Dominica im Parish Saint David.

## Geographie
Die Swamp Ravine entspringt im Gebiet von Djerrick auf ca. 240 m über dem Meer und fließt nach Westen. Sie mündet bereits nach ca. 940 m in der Bois Diable Plantation von rechts und Osten in den Pagua River.